# Todo Seu
Todo Seu foi um programa de televisão brasileiro da Rede Gazeta apresentado pelo cantor, compositor e apresentador Ronnie Von e dirigido por Eustáquio Rocha. Esteve no ar de 2004 a 2019, transmitido de segunda a sexta-feira em diferentes horários ao longo de sua existência.

## História
Todo Seu estreou em abril de 2004 originalmente exibido nas manhãs da emissora (de segunda a sexta-feira das 10h às 12h). Em 28 de fevereiro de 2005, passou ao horário noturno (das 22h à 0h). Em março de 2019, passou para as tardes (13:30 as 15:00)
Marcado pela qualidade de suas pautas, o programa abordava questões de comportamento, gastronomia, saúde e tudo que está na moda. Outras atrações são entrevistas com empresários e celebridades bem como ainda musicais com artistas de destaque.
Sempre renovando o programa e trazendo novas ideias aos telespectadores, o programa criou, em 2007, a Mostra de Decoração Todo Seu, que traz, até o fim do ano um designer de interiores diferente, por mês, que era responsável por formular um novo cenário para o programa. Participaram Flavio Miranda, Alessandro Jordão, Brunete Fraccaroli, Bya Barros, Jô Candeloro e Terezinha Nigri. Dentre os quadros mais conhecidos estão o "Visão Masculina", onde dois ou três homens debatiam questões ligadas quase sempre à área feminina; o "Conselheiro Amoroso", no qual telespectadores enviavam perguntas sobre relacionamentos e estas são respondidas pelos convidados e o "Mestres da Gastronomia", que trazia chefes de cozinha com receitas e especiarias. O programa também contava com a participação de colaboradores fixos como a jornalista Esther Rocha e a nutricionista Carolina Santos.
Em junho de 2011, tornou-se o primeiro programa da TV Gazeta a ser exibido em HD, além de ser totalmente reformulado artisticamente com a contratação do diretor Márcio Tavolari, que imprimiu ao programa linguagem artística e novos quadros.
Em novembro de 2014, o diretor Nilton Travesso assume a direção do programa, promovendo mudança nos quadros, trazendo uma maior aproximação para uma "revista eletrônica", convidando artistas de peso.
Em abril de 2015, a TV Gazeta contratou o músico Caçulinha para o programa.
Era exibido de segunda a sexta, das 22h30 às 23h30. Eventualmente, era reapresentado aos sábados das 20h00 às 21h00 e às segundas das 01h15 às 02h15.
Desde 7 de março de 2016, o programa passou a ser exibido às 23h por causa da nova linha de programação jovem que veio a ser exibida às 22h30. Com o fim da programação jovem em setembro, a atração voltou para as 22h30. Em janeiro de 2017, passou a ser reapresentado aos domingos das 18h30 às 20h00. Em maio de 2016, Travesso deixou a direção do programa, e em seu lugar assumiu Eustáquio Rocha.
Até fevereiro de 2017, o programa contava com o crítico de TV José Armando Vanucci para comentar os bastidores da TV no quadro De Olho na TV e eventualmente substituiu Ronnie Von. Ele deixou a emissora para fazer parte da equipe do Domingão do Faustão na Rede Globo. Em 8 de fevereiro, o De Olho na TV ganha uma nova integrante; a crítica de TV Cristina Padiglione.
Em março de 2019, é anunciado a mudança para o horário vespertino (das 13h30 às 15h) com a estreia da nova programação a partir de 1º de abril, sendo que na reformulação deixa o programa o músico Caçulinha que estava na atração desde 2015. O programa Todo Seu estreou seu novo cenário, nova vinheta e novo pacote visual, que além também, teve alterações nos quadros. O programa também marcou a volta da esposa de Ronnie Von ao programa num novo quadro humorístico.
Em 19 de julho, é anunciado o fim do programa e a demissão do cantor Ronnie Von, que estava na Gazeta há 15 anos.